# 克斯納赫河
48°54′0″N 12°34′19.2″E / 48.90000°N 12.572000°E

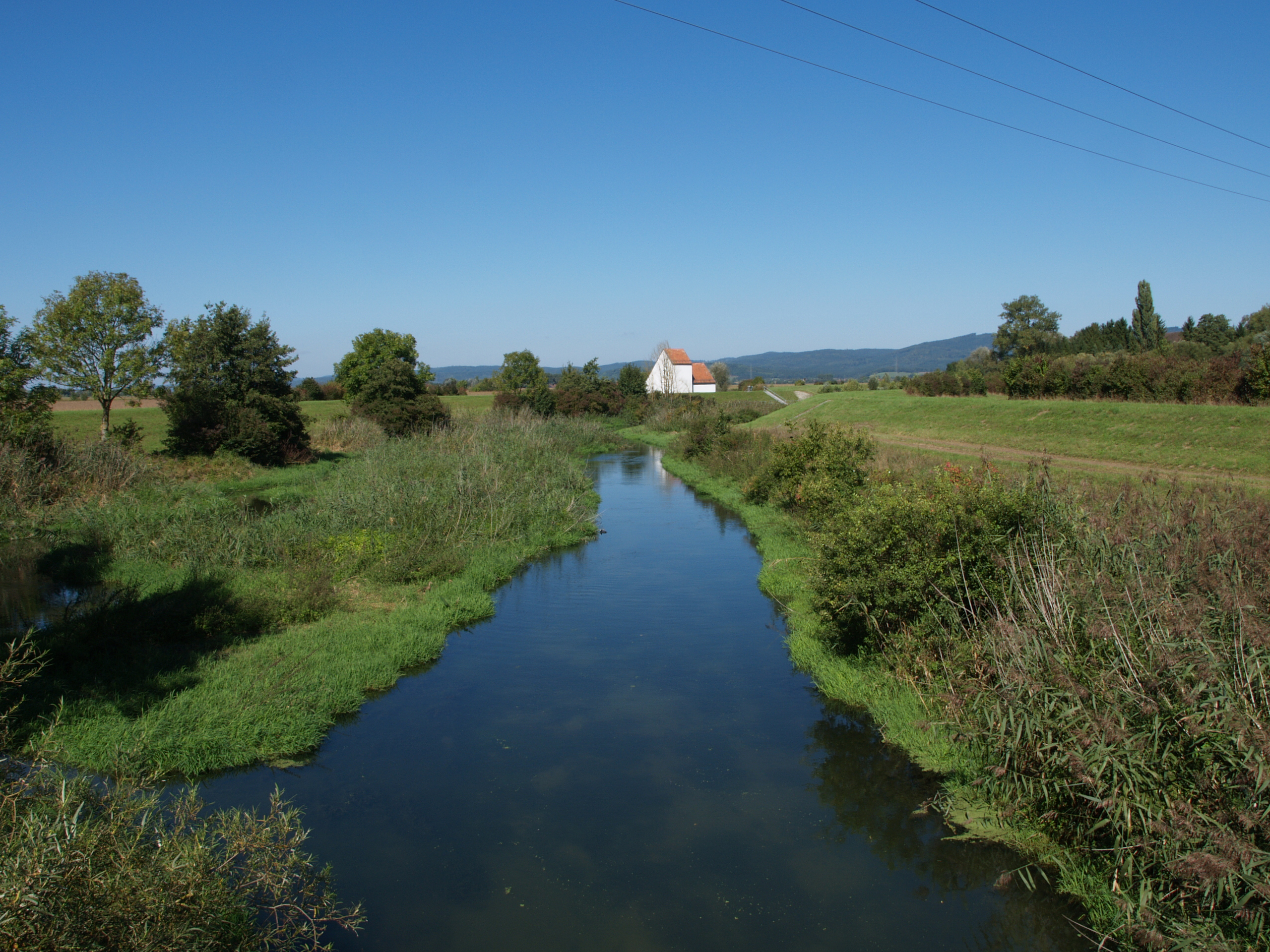

克斯納赫河（德語：Kößnach），是德國的河流，位於該國東南部，由巴伐利亞負責管轄，屬於多瑙河的支流，河道全長19.2公里，流域面積86.2平方公里，發源自維森費爾登，河口處在施特勞賓。